# 吴永乐
吴永乐（1932年—2011年7月），男，江苏镇江人，中华人民共和国政治人物，曾任江西省政协副主席，第五、六届全国人大代表。